# Stylidium turbinatum
Stylidium turbinatum là một loài thực vật hai lá mầm thuộc chi Stylidium (họ Tí lợi Stylidiaceae). S. turbinatum là loài đặc hữu của Úc và được tìm thấy ở phần phía bắc của Tây Úc trong vùng Kimberley và gần Darwin ở Lãnh thổ Bắc Úc.
Loài này là cây thân thảo sống hàng năm, mọc thẳng cao từ 6–15 cm, thân dài 2–5 cm, lá mọc cách rải rác trên thân kết thúc với chùm lá phía ngọn dài 1–2 cm. Một số cán hoa xuất hiện từ những chùm lá cuối này. Cụm hoa dạng chùm, cánh hoa màu hồng và hoa mọc cách dọc theo trục hoa. Đế hoa của loài này có lông xoắn và là một trong những đặc điểm được sử dụng để nhận dạng nó. Lá đài tạo thành các đường gân xung quanh đế hoa kết hợp hình dạng cánh hoa làm tổng thể hoa có hình dạng giống như tua bin. Hạt S. turbinatum có màu cam nhạt và dài khoảng 0,2 mm.
S. turbinatum được mô tả chính thức lần đầu tiên bởi Allen Lowrie và Kevin F. Kenneally vào năm 1997, với hầu hết các mẫu vật đã được thu thập và kiểm tra vào giữa những năm 1990, trong đó một mẫu vật được sưu tập sớm từ năm 1990. S. turbinatum mọc trên đất cát ở rìa bờ đất ngập nước và gắn liền với các cánh đồng cây thân thảo vào mùa mưa.

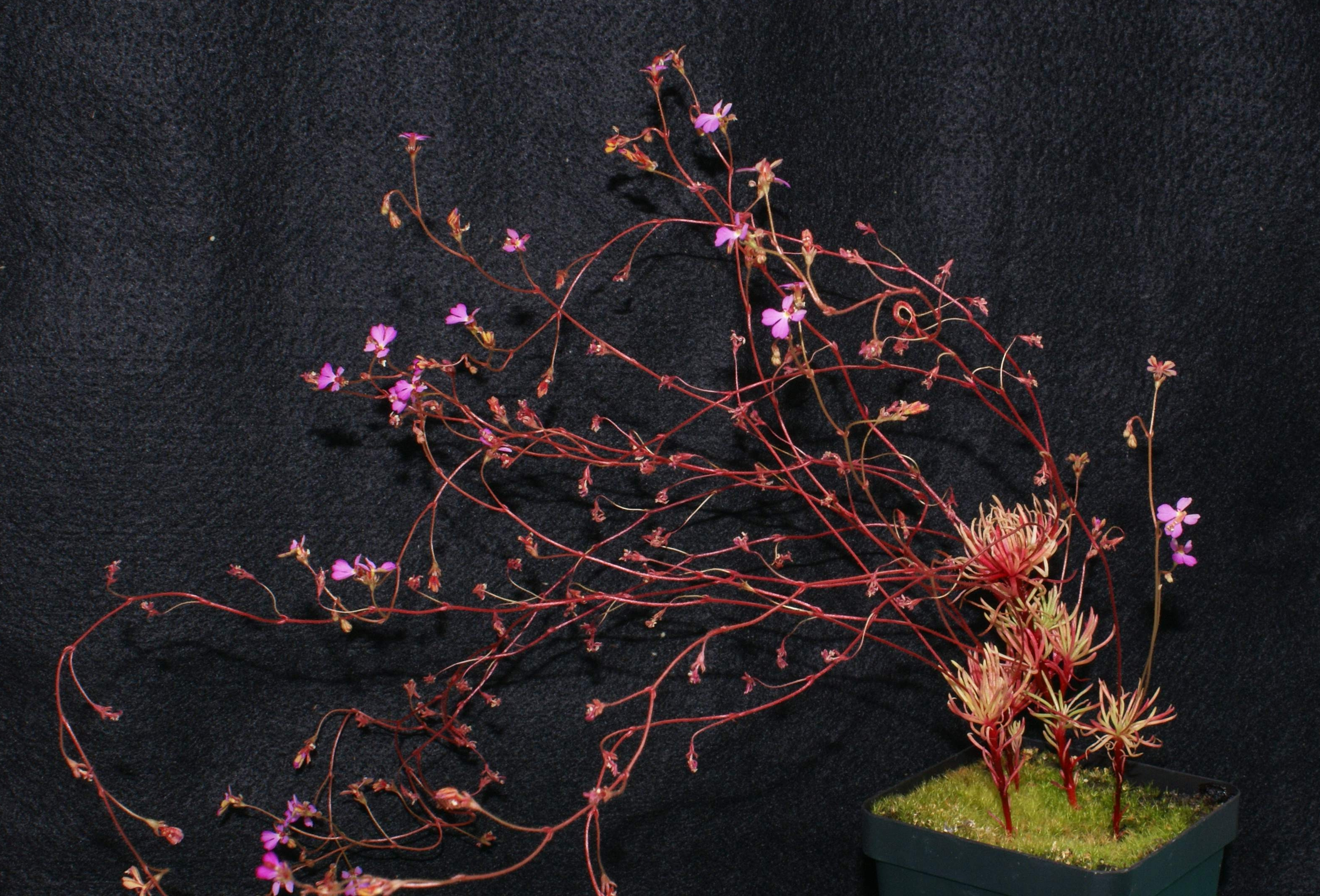
S. turbinatum trồng trong chậy cây cảnh